# Kosovska Kamenica
Kosovska Kamenica (albánsky Kamenicë, nebo také Dardanë (novější název), v srbské cyrilici Косовска Каменица) je město ve východní části Kosova. V roce 1991 zde žilo 9 312 obyvatel (Opština Kosovska Kamenica - tedy město spolu s 74 okolními sídly, většinou vesnicemi - pak  52 152 obyvatel).
První zmínka o městě se objevila již v 30. letech patnáctého století, avšak pod jiným názvem. Jako Kamenice je připomínáno až v roce 1455. Roku 1862 byl zbudován pravoslavný chrám sv. Mikuláše. V roce 1957 byla Kosovska Kamenica připojena na elektrickou síť, o čtyři roky později pak bylo zajištěno telefonní spojení se zbytkem Jugoslávie. Následně bylo také zavedeno vodovodní potrubí a kanalizace. Roku 1978 otevřeli v Kosovské Kamenici první mešitu (bez minaretu).
V dobách existence socialistického státu byla vybudována řada průmyslových podniků, které zaměstnávaly stovky lidí a věnovaly se především zpracování kovů, na které bylo vždy Kosovo velmi bohaté. Mnohé z nich fungují dodnes, po roce 1999 a zavedení mezinárodní správy v Kosovu se staly dodavateli potřebného materiálu pro jednotky KFOR.